# Европско првенство у атлетици за млађе сениоре 2017 — 20 километара ходање за мушкарце
Такмичење у ходању на 20 километара у мушкој конкуренцији на 11. Европском првенству у атлетици за млађе сениоре 2017. у Бидгошћу одржано је 16. јула 2017. на стадиону Жђислав Кшишковјак.
Титулу освојену у Талину 2015, није бранио Николај Марков из Русије због суспензије руских атлетичара.

## Земље учеснице
Учествовало је 28 такмичара из 14 земаља.
1. Белорусија (2)
2. Грчка (1)
3. Италија (3)
4. Летонија (1)
5. Мађарска (3)
6. Немачка (3)
7. Норвешка (1)
8. Португалија (2)
9. Румунија (1)
10. Словачка (3)
11. Турска (1)
12. Украјина (1)
13. Француска (3)
14. Шпанија (3)

## Освајачи медаља
|                          |                         |                              |
| Дијего Гарсија · Шпанија | Карл Јунгханс · Немачка | Габријел Бордије · Француска |

## Квалификациона норма
Требало је да квалификациону норму такмичари остваре у периоду од 1. јануара 2016. до 4. јула 2017. године.
| Норма   |
| ------- |
| 1:30:00 |

## Сатница
| Датум   | Време | Коло   |
| ------- | ----- | ------ |
| 16. јул | 9:00  | Финале |

## Рекорди
| Рекорди пре почетка Европског првенства 2017. | Рекорди пре почетка Европског првенства 2017. | Рекорди пре почетка Европског првенства 2017. | Рекорди пре почетка Европског првенства 2017. | Рекорди пре почетка Европског првенства 2017. | Рекорди пре почетка Европског првенства 2017. |
| Рекорди                                       | Атлетичар                                     | Земља                                         | Време                                         | Место                                         | Датум                                         |
| --------------------------------------------- | --------------------------------------------- | --------------------------------------------- | --------------------------------------------- | --------------------------------------------- | --------------------------------------------- |
| Европски рекорд У-23                          | Владимир Канајкин                             | Русија                                        | 1:17:16                                       | Саранск, Русија                               | 29. септембар 2007.                           |
| Рекорди европских првенстава У-23             | Аигарс Фадејевс                               | Совјетски Савез                               | 1:19:58                                       | Турку, Финска                                 | 10. јул 1997.                                 |
| Најбољи европски резултат сезоне У-23         | Дијего Гарсија                                | Шпанија                                       | 1:21:56                                       | Подјебради, Чешка                             | 21. мај 2017.                                 |

### Најбољи европски резултати у 2017. години
Десет најбољих атлетичара у ходању на 20 километара 2017. године до почетка првенства (12. јул 2017), имале су следећи пласман на европској ранг листи.
| 1.  | Дијего Гарсија    | Шпанија          | 1:21:56 | 21. мај   |
| 2.  | Карл Јунганс      | Немачка          | 1:22:08 | 23. април |
| 3.  | Калум Вилкинсон   | Велика Британија | 1:22:17 | 21. мај   |
| 4.  | Натанијел Силер   | Немачка          | 1:22:48 | 23. април |
| 5.  | Жан Блашето       | Француска        | 1:22:59 | 8. април  |
| 6.  | Салих Коркмаз     | Турска           | 1:23:20 |           |
| 7.  | Мануел Бермудез   | Шпанија          | 1:23:26 |           |
| 8.  | Ђанлука Пикјотино | Италија          | 1:23:46 | 26. март  |
| 9.  | Јонатан Хилберт   | Немачка          | 1:23:48 |           |
| 10. | Габриел Бордије   | Француска        | 1:23:50 |           |

Такмичарке чија су имена подебљана учествовале су на ЕП.

## Резултати

### Финале
Финале је одржано 16. јула 2017. године у 9:00.,
| Место | Атлетичар           | Земља       | ЛР      | ЛРС     | Резултат | Белешка  |
| ----- | ------------------- | ----------- | ------- | ------- | -------- | -------- |
|       | Дијего Гарсија      | Шпанија     | 1:21:36 | 1:21:36 | 1:22:29  |          |
|       | Карл Јунгханс       | Немачка     | 1:22:08 | 1:22:08 | 1:22:52  |          |
|       | Габријел Бордије    | Француска   | 1:23:50 | 1:23:50 | 1:23:03  | ЛР       |
| 4.    | Салих Коркмаз       | Турска      | 1:23:20 | 1:23:20 | 1:23:11  | НРмс, ЛР |
| 5.    | Мануел Бермудез     | Шпанија     | 1:23:26 | 1:23:26 | 1:23:12  | ЛР       |
| 6.    | Јонатан Хилберт     | Немачка     | 1:23:37 | 1:23:48 | 1:23:26  | ЛР       |
| 7.    | Андреа Агрусти      | Италија     | 1:24:09 | 1:24:09 | 1:23:28  | ЛР       |
| 8.    | Жан Блашето         | Француска   | 1:22:59 | 1:22:59 | 1:25:10  |          |
| 9.    | Захариас Цамоудакис | Грчка       | 1:25:31 | 1:25:31 | 1:25:11  | ЛР       |
| 10.   | Стефано Киеса       | Италија     | 1:25:48 | 1:25:48 | 1:25:21  | ЛР       |
| 11.   | Мигел Родригез      | Пољска      | 1:26:49 | 1:26:49 | 1:26:05  | ЛР       |
| 12.   | Бенце Вениерчан     | Мађарска    | 1:25:29 | 1:25:29 | 1:26:20  |          |
| 13.   | Ђанлука Пикјотино   | Италија     | 1:23:46 | 1:23:46 | 1:26:43  |          |
| 14.   | Елдер Сантос        | Португалија | 1:29:11 | 1:29:11 | 1:27:00  | ЛР       |
| 15.   | Анатоли Хомелеу     | Белорусија  | 1:27:01 | 1:28:50 | 1:27:08  | ЛРС      |
| 16.   | Русланс Смолонскис  | Летонија    | 1:28:59 | 1:28:59 | 1:27:25  | ЛР       |
| 17.   | Фредрик Венг Ретнес | Норвешка    | 1:26:22 | 1:29:12 | 1:27:44  | ЛРС      |
| 18.   | Доминик Черњи       | Словачка    | 1:27:41 | 1:27:41 | 1:28:00  |          |
| 19.   | Иван Лопез          | Шпанија     | 1:27:01 | 1:27:01 | 1:28:02  |          |
| 20.   | Дмитро Собчук       | Украјина    | 1:27:03 | 1:27:30 | 1:28:07  |          |
| 21.   | Мирослав Урадник    | Словачка    | 1:25:24 | 1:28:43 | 1:29:44  |          |
| 22.   | Михал Морваи        | Словачка    | 1:28:19 | 1:29:50 | 1:30:05  |          |
| 23.   | Андреј Гафита       | Румунија    | 1:28:42 | 1:28:42 | 1:32:41  |          |
| 24.   | Сома Ковач          | Мађарска    | 1:29:20 | 1:29:20 | 1:33:50  |          |
|       | Фабијан Бернабе     | Француска   | 1:24:51 | 1:24:51 | НЗ       |          |
|       | Томаш Багдани       | Мађарска    | 1:27:52 | 1:28:02 | Диск.    |          |
|       | Дмитри Лукјанчук    | Белорусија  | 1:26:50 | 1:26:50 | Диск.    |          |
|       | Натанијел Силер     | Немачка     | 1:22:48 | 1:22:48 | Диск.    |          |

### Пролазна времена
| Дистанца | Време   | Атлетичар      | Земља     |
| -------- | ------- | -------------- | --------- |
| 2 км     | 8:17    | Карл Јунгханс  | Немачка   |
| 4 км     | 16:34   | Жан Блашето    | Француска |
| 6 км     | 25:00   | Жан Блашето    | Француска |
| 8 км     | 33:25   | Жан Блашето    | Француска |
| 10 км    | 41:53   | Жан Блашето    | Француска |
| 12 км    | 50:03   | Дијего Гарсија | Шпанија   |
| 14 км    | 58:10   | Дијего Гарсија | Шпанија   |
| 16 км    | 1:06:12 | Дијего Гарсија | Шпанија   |
| 18 км    | 1:14:22 | Дијего Гарсија | Шпанија   |